# Weißhaubenturako
Der Weißhaubenturako (Tauraco leucolophus) ist eine Vogelart aus der Gattung der Helmturakos (Tauraco) und gehört zu der Familie der Turakos (Musophagidae).

## Vorkommen

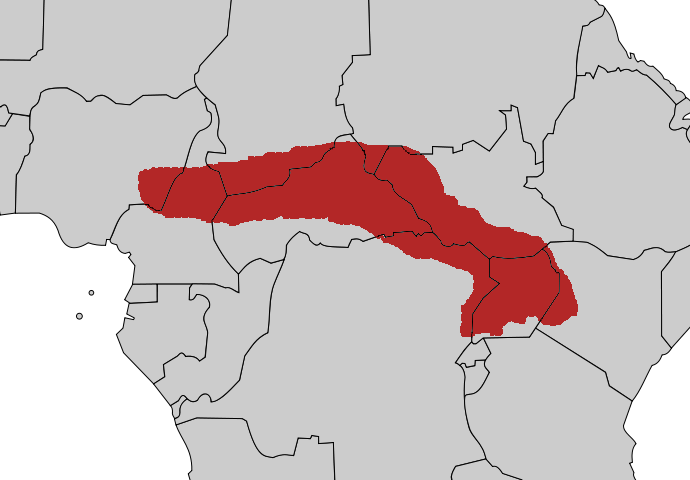
Verbreitung des Weißhaubenturakos

Der Weißhaubenturako kommt in einem Streifen zwischen Ostnigeria und Westkenia vor.
Der Lebensraum umfasst Tiefland-, Galeriewald, baumbestandene Savanne bevorzugt mit einer Fülle von Schlingpflanzen und hängendem Laub von 100 bis 2200 m Höhe.
Die Art ist weitgehend Standvogel, allerdings folgt er den reif werdenden Früchten in angrenzende Regionen.
Das Artepitheton kommt von altgriechisch λευκός leukós, deutsch ‚weiß‘ und altgriechisch λόφος lophos, deutsch ‚Haube‘.

## Beschreibung
Der Weißhaubenturako ist etwa 40 cm groß, das Männchen wiegt zwischen 200 und 225, das Weibchen zwischen 198 und 226 g. Der Vogel ist aufgrund des schneeweißen Kopfes und Haube zusammen mit der blauschwarz glänzenden Maske unverkennbar. Die Zügel, die Stirn, ein breiter Überaugenstreif sind blauschwarz, eine dünne Unteraugenlinie ist schwarz. Die Kehle ist blassgrün, Mantel und Brust sind leuchtend grün, Flügel und Schwanz sind dunkelblau, die Handschwingen überwiegend karminrot mit schwarzen Spitzen, der Augenring ist rot, der Schnabel gelb, an der Basis blassgrün. Unterseite und Unterschwanzdecken sind schwärzlich, Beine und Füße sind dunkelbraun bis schwarz. Die Geschlechter unterscheiden sich nicht. Jungvögel sind etwas blasser gefärbt.
Die Art ist monotypisch.

## Stimme
Der Ruf wird als einzelner, über mehrere Sekunden langgezogener Ruf „whoaAAh-groh-groh-groh-groh-groh-groh-groh…“ und anschließend als Folge von 14 bis 18 gleichmäßigen Krächzlauten beschrieben.

## Lebensweise
Die Art ernährt sich hauptsächlich von Früchten und Beerenobst, auch Knospen und einigen Schnecken.
Die Brutzeit liegt im August in Nigeria, im Mai in der Zentralafrikanischen Republik, ab April in Zaire und zwischen Mai und Juni in Uganda.
Das Nest wird aus trockenen Stöckchen und Zweigen in 3 bis 7 m Höhe angelegt, häufig relativ wenig versteckt. Das Gelege besteht aus 2 mattweißen, runden Eier, die von beiden Elternvögeln über 22–23 Tage bebrütet werden.

## Gefährdungssituation
Die Art gilt als nicht gefährdet (Least Concern).